# Радманићи
Радманићи су мјесто на подручју града Бање Луке, Република Српска, БиХ, без иједног стално настањеног становника. Ово насељено мјесто припада мјесној заједници Павићи.
Радманићи данас спадају под Војни Полигон Републике Српске, нема мештана који бораве ту, данас ту можемо затећи сточаре и пастире са својим стадима, и поједина ловачка друштва у лову на дивљач.

## Географски положај
Некадашње село Радманићи се налази 25 km југозападно од Бање Луке и припада групи плански расељених насеља. Село се налази између ниских планина: Самарина (850 m), Стрмеца (688 m), Дукиног Брда (704 m) и Стражбенице (716 m), 7 km сјевероисточно од регионалног пута Бања Лука — Чађавица — Мркоњић Град. Село се просторно развијало у висинском појасу од 560 m до 640 m надморске висине, а сеоска територија (атар) од 517 m до 850 m.
Укупна површина насељеног мјеста Радманићи износи 1.331 хектар. Земљиште је било у приватној својини староседелаца, а данас се сврстава у неплодно земљиште. У атару села има више површинских и подземних крашких облика рељефа: јама Голубача (на локалитету Радосавац), безимена пећина (у народу „Шпиља") на мјесту Млиништа и др. Место обилује већим бројем извора, од којих су најпознатији: врело Гомионице (Гомјенице), Бијело врело, Црно врело, Секулића врела, Пошјак, Којића врело, Џамбића врело, Радмањско врело, Жица, Требовско врело, Прљиковац, Пишталине, Трутино врело, Бања и др. Извори су углавном били у близини појединих родовских кућа, осим кућа Петковића, и били су коришћени за водоснабдевање становништва. Воду са извора, мештани су користили и за напајање стоке, у чијој близини су биле направљене „локве“ — појила. По предању, блато са извора Бања је лековито. Мештани су га користили за лечење реуматских обољења. На врелу Гомионице, до 70-их година ХХ века, налазиле су се три воденице (у народу: „млинови") — Маричића, Којића и Радмањски млин.
Шуме су се налазиле на више локалитета у атару: Стрмецу, Влашчићу, Самаринама, Ровиштима и др.
Ливаде су биле размештене на више места: Ледињку, Мразову, Радосавцу, Малој Рудачи, Бањи, Голубовцу, итд., оранице у Меком пољу, Штакама и др., а пашњаци на локалитетима: Крст, Дукино брдо, Цигељ, Стрмец, Кочин до, Збориште, Рудача и др. На локалитетима Кљуновац и Кочин до, по предању, мештани су ископавали ситни камен и шљунак који је, углавном, служио за локалне потребе, а на мјесту Рудача, проналазили су шљаку и троску. У народу постоји предање да се на мјесту Рудача у прошлости експлоатисала „некаква руда“ и да је по томе овај локалитет добио име.
Радманићи се деле на Горње Радманиће и Доње Радманиће

## Историја
Већина назива насеља потиче из римског доба и средњовековних зупских назива.нека су се знатно изменила или нестала а нека су настала у турској нахији Змијање
Од некадашњих римских насеља и њихових остатака у оквиру нахије Змијање, познати су касноантички рефугијум у Рацуну код Курпе на Врбасу, а из средњег века остаци цркве у Зидинама, Римско утврђење и остаци грађевине могли су да се виде у Добрњи а и за средњовековна некропола и насеља
Из истог доба потичу и утврђења на Градини и у Радманићима, а некропола са стећцима у Радманићима је из средњег века
Радманићи су као и суседно Шљивно присилно расељени 60-их и 70-их година ХХ века, а на мјесту села настао је војни полигон. Становништво се углавном иселило у околину Сремске Митровице.
У Радманићима постоје два гробља, једно се налази у Горњим Радманићима и оно датира још из Римског доба, друго се налази у доњим Радманићима друго.

## Становништво
| Националност       | 1991. | 1981. | 1971.        | 1961. |
| Срби               |       |       | 928 (99,35%) | 976   |
| Југословени        |       |       | 1 (0,10%)    |       |
| Муслимани          |       |       | 1 (0,10%)    |       |
| Хрвати             |       |       |              | 2     |
| остали и непознато |       |       | 4 (0,42%)    |       |
| Укупно             | 0     | 0     | 934          | 978   |

| Демографија | Демографија | Демографија |
| Година      | Становника  | Становника  |
| ----------- | ----------- | ----------- |
| 1953.       | 3.504       |             |
| 1961.       | 978         |             |
| 1971.       | 934         |             |
| 1981.       | 0           |             |
| 1991.       | 0           |             |

Радманићи су припадали разбијеном типу сеоских насеља, са поделом на групе родовских кућа. По предању, у вријеме турске владавине формирају се породичне задруге, које су се одржале све до Другог светског рата, и касније. Крајем XIX и почетком ХХ вијека највећи број фамилија у Радманићима је живео у породичним задругама, које су мештани називали „заједницама“. Оне су чиниле посебне физиономске целине — засеоке.
Најбројнија заједница са 42 члана, била је од фамилије Петковића, чији старешина је био извесни Стојко, познат као „кнез села“ Радманића, затим, заједнице Илије Маричића (32 члана) и Ђурђа Жабића (више од 30 чланова). Временом, од девет заселака, где је сваки представљао групу сродничких кућа: Антићи, Маричићи, Петковићи, Раковићи, Секулићи, Станивуковићи, Требовци, Жабићи и Чардак, насеобинском трансформацијом формирана су три засеока: Горњи Радманићи, Петковићи и Вукићи, да би касније, у вријеме планског расељавања становништва, Радманићи просторно повезивали и обједињавали две главне физиономске целине, са 18 група родовских кућа: Горње Радманиће (Станивуковићи, Пејаковићи, Џамбићи, Кекићи, Гргићи, Маричићи, Малбашићи и Раце), и Доње Радманиће (Петковићи, Требовци, Кочићи, Секулићи, Антићи, Вукићи, Раковићи, Чалакићи, Жабићи и Марјановићи).

## Фауна
Стари мештани су углавном живели од сточарства и земљорадње, од стоке су имали овце, говеда, козе, коње, свиње, кокошке. Богатије заједнице попут Петковића су имале по 300 оваца,10 бикова ,15-20 крава што им је омугућавало пристојан живот и рад на њивама
Од Фауне у Радманићима има више врста птица(орао, јастреб, голуб, вране, славуј, сове)вукови, лисице, дивље свиње, медведи, разноразна дивљач, зечеви, отровне змије попут (поскок, Шарка (змија))

## Црква
Код гробља у Горњим Радманићима постоје остаци старе Цркве која датира још из средњег века, стари мештани који су исељени 20. века су поред гробља направили нову мању цркву.